# Argopus
Argopus — рід жуків з підродини галеруцинів в родині листоїдів.

## Перелік видів
- Argopus ahrensii (Germar, 1817)
- Argopus bicolor (Fischer von Waldheim, 1824)
- Argopus brevis (Allard, 1859)
- Argopus nigritarsis (Gebler, 1823)